# ليلاند ملفين
ليلاند ديفون ملفين (بالإنجليزية: Leland D. Melvin)‏ (مواليد 15 فبراير 1964 لينشبرغ، فرجينيا)، مهندس أمريكي ورائد فضاء متقاعد في ناسا. عمل على متن المكوك الفضائي أتلانتيس بصفته اختصاصي مهمات ضمن رحلة إس تي إس-122، واختصاصي مهمات 1 ضمن رحلة إس تي إس-129. عُيّن ملفين المدير المساعد لناسا في التعليم في أكتوبر 2010.

## السيرة الذاتية
التحق ملفين بثانوية التراث، ولاحقًا بجامعة ريتشموند في منحة دراسية لكرة القدم، حيث حصل على البكالوريوس في الكيمياء. في عام 1991، حصل على درجة الماجستير في هندسة علم المواد في جامعة فرجينيا.
يقيم والدا ليلاند، ديمز وغريس ملفين في لينشبرغ، فرجينيا.
تضمنت اهتماماته الترفيهية التصوير الفوتوغرافي والبيانو والقراءة والموسيقا وركوب الدراجة وكرة المضرب والتزحلق بألواح الثلج.
ظهر ملفين كحَكَم ضيف في مرحلة تحدي الإقصاء في الحلقة الثانية عشرة من الموسم الرابع لبرنامج توب شيف، وظهر مع كلابه في الموسم السابع عشر من مسلسل هامِس الكلاب وكان المضيف في عبقرية الطفل بموسميه الأول والثاني.

## مسيرته المهنية في ناسا
بدأ ملفين العمل في مجال علوم الاختبار اللاإتلافي في مركز لانغلي البحثي التابع لناسا في عام 1989. تضمنت مهامه استخدام مستشعر الألياف البصرية لقياس التوتر ودرجة الحرارة والضرر الكيميائي في كل من الهياكل المركّبة والمعدنية. في عام 1994، اختير ملفين لقيادة فريق مركبة الرصد الصحي بالتعاون بين ناسا وبرنامج مركبة الإطلاق القابلة لإعادة الاستخدام لوكهيد مارتن إكس-33. في عام 1996، شارك في تصميم وضبط بنية مرفق اختبار بصري لاإتلافي قادر على إنتاج مستشعرات ألياف بصرية متوازية.
اختير ملفين كرائد فضاء في يونيو 1998، وأُبلغ ليبدأ تدريبه في أغسطس 1998. وعُيّن منذ ذلك الحين رئيس مكتب رواد الفضاء في فرع عمليات محطة الفضاء، وفي قسم التعليم في مقر ناسا، واشنطن العاصمة. وبصفته مديرًا مشاركًا في برنامج رائد الفضاء المعلم، سافر ملفين عبر البلاد مناقشًا استكشاف الفضاء مع الطلاب والمدرسين، وتشجيع العلم والتكنولوجيا والهندسة والرياضيات. عمل لاحقًا في قسم الروبوتات في مكتب رواد الفضاء. في أكتوبر 2010، عُيّن ملفين المدير المساعد في مكتب التعليم. بصفته مديرًا مشاركًا، كان ملفين مسؤولًا عن تطوير وتطبيق البرامج التعليمية لناسا التي تنمّي الاهتمام بالعلوم والتكنولوجيا وتزيد من وعي العامة حول أهداف ناسا ومهماتها. تقاعد ملفين من ناسا في فبراير 2014.
أتمَّ ملفين بعثتين على متن المكوك الفضائي أتلانتيس: اختصاصي مهمات ضمن رحلة إس تي إس-122، واختصاصي مهمات 1 ضمن رحلة إس تي إس-129.

## حياته الشخصية
بعد تقاعده من ناسا، ألقى ليلاند العديد من المحاضرات الشيقة في العلوم والتكنولوجيا والهندسة والرياضيات عن تجربته في الفضاء لمجموعة واسعة من الجماهير، بالإضافة إلى مسيرته الكروية في الدوري الوطني لكرة القدم الأمريكية. وُصف ملفين بصفته واحدًا من رواد فضاء ناسا الأكثر إلهامًا وتأثيرًا على الإطلاق. في أثناء مسيرته المهنية في ناسا، بينما كان يجري تدريبه تحت الماء، تكبّد الكثير من العناء حتى تعافى بمعجزة من إصابات عديدة في أذنه بعد أن تحدّث أطباؤه عن احتمالية أن يصبح أصمًا. نشر ملفين كتابين: الأول مطاردة الفضاء: قصة رائد فضاء للبطلين غريت وغريس، والثاني فرص ومطاردة الفضاء: طبعة الشباب القارئ.
في أوقات فراغه، كان ملفين يعزف على البيانو ويتمشى مع كلبيه ويظهر في العديد من الأفلام الوثائقية والفيديوهات في ناشيونال جيوغرافيك سبيس.  

## روابط خارجية
- ليلاند ملفين على موقع IMDb (الإنجليزية)